# Elaphoglossum picardae
Elaphoglossum picardae är en träjonväxtart som beskrevs av Georg Hans Emmo Wolfgang Hieronymus. Elaphoglossum picardae ingår i släktet Elaphoglossum och familjen Dryopteridaceae. Inga underarter finns listade.